# Photoshow
Photoshow era un "late show" di Rai 3 in cui venivano raccontate, insieme ad alcuni ospiti, le foto che avevano fatto più discutere durante la settimana. A fine puntata veniva eletta la foto della settimana e inviata idealmente nello spazio.
Il programma è andato in onda nel 2019, il sabato in terza serata, ed era condotto da Alberto Matano con la partecipazione di Francesco Vezzoli e Cinzia Leone.

## Ascolti
| Puntata | Data             | Ospiti                                                                                               | Ascolti | Share |
| ------- | ---------------- | --- | ------- | ----- |
| 1       | 16 febbraio 2019 | Pippo Baudo, Sonia Bergamasco e Ester Viola                                                          | 321.000 | 3,82% |
| 2       | 23 febbraio 2019 | Briga, Mara Venier, Fabio Canino e Chef Rubio                                                        | 394.000 | 4,84% |
| 3       | 2 marzo 2019     | Carlo Conti, Francesca Fialdini, Enrico Mentana e Chiara Gamberale                                   | 342.000 | 4,19% |
| 4       | 9 marzo 2019     | Bruno Vespa, Simona Izzo, Salvo Sottile, Melissa Greta Marchetto e Luca Bianchini                    | 274.000 | 4,34% |
| 5       | 16 marzo 2019    | Catherine Spaak, Andrea Delogu, Eleonora Daniele, Amadeus e Giovanni Gaspel                          | 348.000 | 5,57% |
| 6       | 23 marzo 2019    | Rocío Muñoz Morales, Roberto D'Agostino, Loretta Goggi, Serena Bortone, Gigi Marzullo e Luca Calvani | 303.000 | 5,29% |
| 7       | 30 marzo 2019    | Samantha Cristoforetti, Laura Chimenti, Franca Leosini, Georgia Luzi e Gabriella Germani             | 311.000 | 4,63% |
| Media   | Media            | Media                                                                                                | 328.000 | 4,67% |

### Photoshow Stories
| Puntata | Data          | Ascolti | Share |
| ------- | ------------- | ------- | ----- |
| 1       | 6 aprile 2019 | 368.000 | 5,58% |